# Professional Air Traffic Controllers Organization
Le Professional Air Traffic Controllers Organization (PATCO) fut un syndicat américain des contrôleurs aériens, membre de l'AFL-CIO.
Initialement fondé en 1968 avec l'assistance du pilote et attorney F. Lee Bailey, il est reconnu avec succès comme agent de négociation collective en 1969 après un arrêt de travail justifié officiellement pour des raisons de maladie afin de contourner la législation fédérale empêchant un syndicat d'employés du gouvernement  de faire grève. Même si les cours fédérales intervinrent, le gouvernement fut contraint de négocier et d'élever les salaires substantiellement.
Pendant l'élection présidentielle américaine de 1980, PATCO, les Teamsters et une poignée d'autres syndicats abandonnent leur doctrine de soutien aux Démocrates en soutenant Ronald Reagan.

## La grève de PATCO

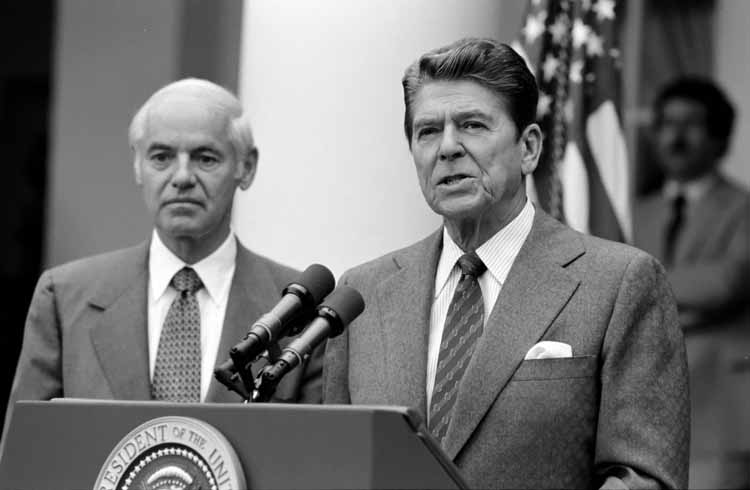
Le président Ronald Reagan s'exprime sur la grève lors d'une conférence de presse dans la roseraie de la Maison-Blanche. Reagan renvoie 11345 grévistes qui n'ont pas repris le travail.

Le 3 août 1981, le syndicat déclare la grève, réclamant de meilleures conditions de travail, un meilleur salaire et une durée de travail de 32 heures par semaine. Ce faisant, le syndicat viole la loi {5 U.S.C. (Supp. III 1956) 118p.} qui interdit les grèves des syndicats d'employés de l'État. Cependant de tels syndicats avaient déjà déclaré des grèves sans sanction particulière. Ronald Reagan déclara pourtant que la grève du PATCO était un péril pour la sécurité nationale et ordonna le retour au travail en invoquant la loi Taft-Hartley de 1947. Seulement 1 650 des 13 000 contrôleurs retournent au travail. PATCO pensait pouvoir ralentir le trafic aérien jusqu'à l'arrêter et s'en servir comme instrument de négociation. Reagan donna aux membres du syndicat 48 heures pour revenir, sachant que le secrétaire aux transports Drew Lewis avait secrètement assuré que les avions puissent voler à 50 % de la normale.
Le 5 août, à la suite de leur refus, Reagan renvoie les 11 345 contrôleurs aériens grévistes qui avaient ignoré son ordre, et les bannit de façon permanente des services fédéraux. Ils sont remplacés par des contrôleurs non grévistes, des superviseurs, du staff, quelques personnes non qualifiées et parfois par des contrôleurs transférés d'autres secteurs. Des contrôleurs militaires furent aussi utilisés jusqu'à ce que les remplaçants furent formés. Le syndicat perd son accréditation légale le 22 octobre 1981.
D'anciens contrôleurs grévistes furent autorisés à se représenter après 1986 et furent recrutés. Ils sont maintenant représentés par le National Air Traffic Controllers Association, organisé en 1987 et sans rapport avec le PATCO.

## Les syndicats PATCO aujourd'hui
En plus du National Air Traffic Controllers Association, deux organisations se réclament aujourd'hui du PATCO originel : Professional Air Traffic Controllers Organization (AFSCME) et Professional Air Traffic Controllers Organization (2003).